# Sugág község
Sugág község (románul: Comuna Șugag) község Fehér megyében, Romániában. Központja Sugág, beosztott falvai Arctelep, Barzonatelep, Dobratelep, Jidostinatelep, Martiniatelep, Vartótelek.

## Népessége
A 2011-es népszámlálás adatai alapján a község népessége 2726 fő volt.